# .mt
.mt là tên miền quốc gia cấp cao nhất (ccTLD) của Malta.

## Các tên cấp 2
Đăng ký ở cấp 3 dưới các tên cấp 2:
- com.mt: cơ quan thương mại
- org.mt: cơ quan phi lợi nhuận
- net.mt: nhà cung cấp dịch vụ mạng
- edu.mt: cơ quan giáo dục
- gov.mt: cơ quan chính phủ Malta